# Eutelia cantonensis
Eutelia cantonensis là một loài bướm đêm trong họ Noctuidae.